# Leptogorgia clavata
Leptogorgia clavata is een zachte koraalsoort uit de familie Gorgoniidae. De koraalsoort komt uit het geslacht Leptogorgia. Leptogorgia clavata werd in 1860 voor het eerst wetenschappelijk beschreven door Horn. 